# Leptopsilopa rossii
Leptopsilopa rossii är en tvåvingeart som beskrevs av Canzoneri och Raffone 1987. Leptopsilopa rossii ingår i släktet Leptopsilopa och familjen vattenflugor.
Artens utbredningsområde är Kenya. Inga underarter finns listade i Catalogue of Life.